# نهر دردنية

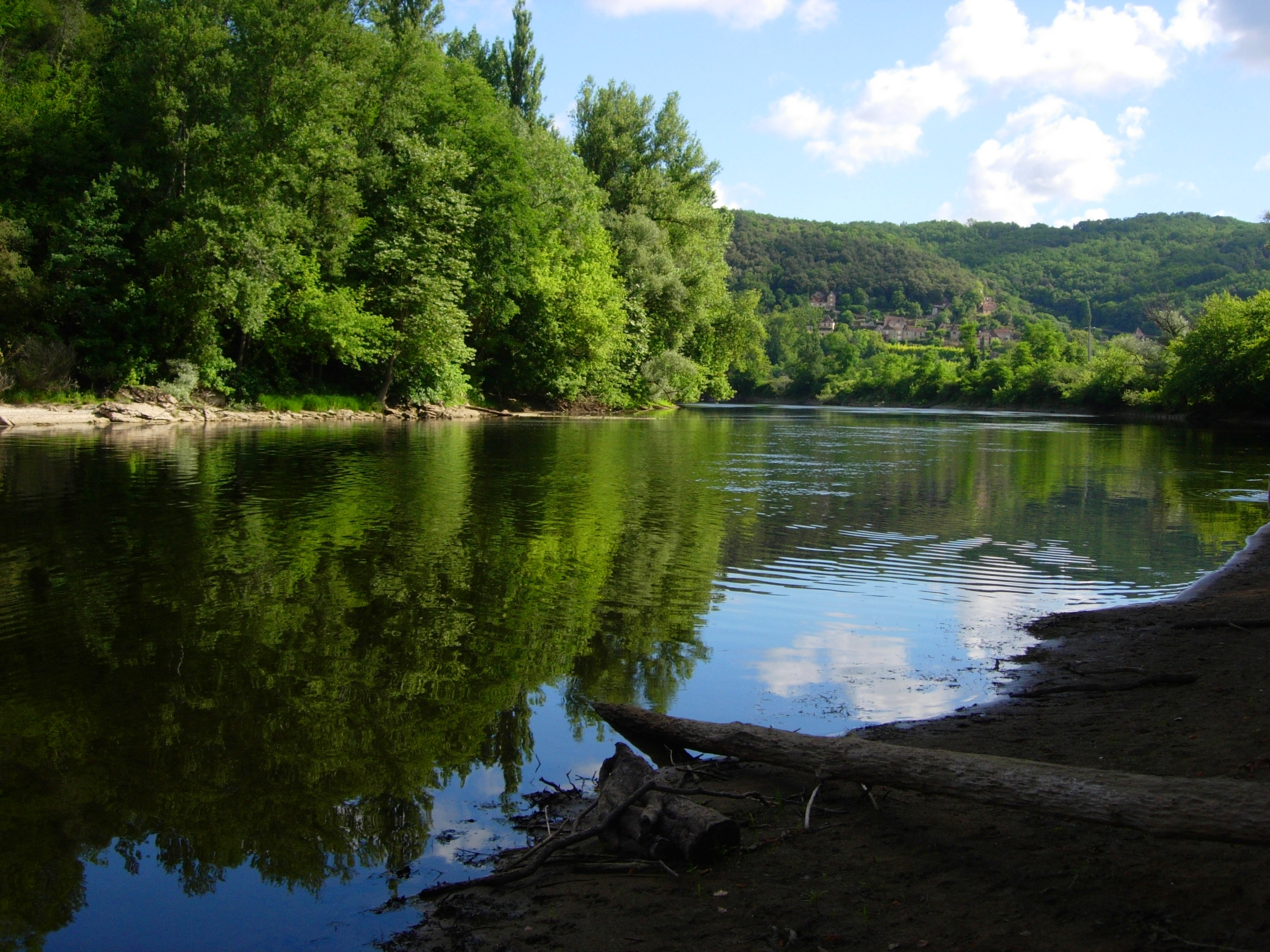
منظر للنهر

نهر دردنية (بالفرنسية: La dordogne) هو نهر في جنوب غرب فرنسا ينبع من هضبة جبال الكتلة المركزية وبالتحديد من مقاطعة أوفرجن ويصب في خليج بسكاي بعد التقاءه مع نهر غارون. يبلغ طول هذا النهر 470 كم ويتفرع إلى 13 رافدا نهرًا صغيرًا.